# Yung Gravy
Yung Gravy, właśc. Matthew Hauri (ur. 19 marca 1996) – amerykański raper, piosenkarz i autor tekstów z Rochester w stanie Minnesota. Jest znany ze swojego singla z 2016 roku „Mr. Clean”. Inne popularne piosenki to „1 Thot 2 Thot Red Thot Blue Thot” i jego singiel „Alley Oop” z 2018 roku nagrany wraz z Lil Baby. Od 2017 raper ukończył dwie trasy po Ameryce Północnej, przy wsparciu takich raperów jak Ugly God. Wydał cztery EP, jeden mixtape i jeden album.

## Dzieciństwo
Matt Hauri urodził się w Rochester w stanie Minnesota. Studiował marketing na Uniwersytecie Wisconsin w Madison, a następnie uzyskał dyplom w grudniu 2017 r. Podczas nauki w college'u zaczął rapować dla zabawy na przyjęciach i innych imprezach organizowanych na uniwersytecie na prośbę przyjaciół. Na pierwszym roku, zaczął poważnie traktować swoją karierę rapową, widząc wzrost raperów, takich jak Lil Yachty i Ugly God. W 2016 r. Rzucił pracę i poświęcił się tworzeniu muzyki, spędzając miesiące na nagrywaniu piosenek.

## Styl muzyczny
Muzyka Yung Gravy'iego to mieszanka nowoczesnej muzyki trap, która inspirowana jest muzyką soul i oldies lat 50. i 60. XX wieku.

## Dyskografia

### Albumy
| Tytuł           | Data Wydania  |
| --------------- | ------------- |
| ,, Sensational" | 31.05.2019 r. |
| ,,Gasanova"     | 02.10.2020 r. |

### EP
| Tytuł           | Data Wydania  |
| --------------- | ------------- |
| ,,Snow Cougar"  | 4.05.2018 r.  |
| (z bbno$)       | 11.10.2017 r. |
| ,,Yung Gravity" | 20.04.2017 r. |
| ,,Mr. Clean"    | 8.09.2016 r.  |

### Mixtape
| Tytuł                   | Rok Wydania   |
| ----------------------- | ------------- |
| ,, Thanksgiving's Eve " | 23.12.2016 r. |

## Single
| Tytuł                                     | Rok Wydania | Nagrody        | Album                       |
| ----------------------------------------- | ----------- | -------------- | --------------------------- |
| „Mr. Clean”                               | 2016 r.     | - RIAA : Złoto | Mr. Clean i Snow Cougar     |
| „Cheryl”                                  | 2017 r.     |                |                             |
| "1 Thot 2 Thot Red Thot Blue Thot"        | 2017 r.     | - RIAA: Gold   | Snow Cougar and Sensational |
| "Knockout"                                | 2018 r.     |                | Snow Cougar                 |
| "Pizzazz"                                 | 2018 r.     |                | Sensational                 |
| "Alley Oop" (z Lil Baby)                  | 2018 r.     |                | Sensational                 |
| "Magic"                                   | 2019 r.     |                | Sensational                 |
| "Buttered Up" (z Juicy J)                 | 2019 r.     |                | Sensational                 |
| "Tampa Bay Bustdown" (z Chief Keef i Y2K) | 2019 r.     |                |                             |